# Лаврентьева, Ирина Владимировна
Ирина Владимировна Лаврентьева (после 1979 — Ирина Давидофф, англ. Irina Davidoff; род. 22 февраля 1945, Ленинград) — советская и американская актриса театра и кино.

## Биография
Родилась в Ленинграде. С детства увлекалась музыкой. В 1963 году окончила Ленинградское музыкальное училище им. М. П. Мусоргского, но после этого переехала в Москву и поступила в Школу-студию МХАТ, где училась на курсе В. К. Монюкова. После окончания Школы-студии в 1967 вернулась в Ленинград и была принята в труппу Большого драматического театра им. М. Горького (ныне — имени Г. А. Товстоногова), в котором служила до 1975 года. Среди театральных работ Ирины Лаврентьевой спектакли: «Луна для пасынков судьбы» (роль Джози), «Третья стража» (роль Андреевой), «Мольер» (роль Мариэтты Риваль), «Общественное мнение».
В 1967 году состоялся дебют актрисы в кино — в фильме-спектакле «Трагик» и в художественном фильме «Хроника пикирующего бомбардировщика», где сыграла роль экскурсовода Лены, возлюбленной стрелка-радиста авиационного экипажа Евгения Соболевского, в роли которого выступил Олег Даль.
В 1968 Ирина Лаврентьева снялась в экранизации пьесы М. Булгакова «Последние дни», где сыграла Наталью Пушкину.
Драматический талант актрисы ярко проявился в вышедшем в 1969 году в прокат фильме А. Роома «Цветы запоздалые». В этом фильме, поставленном по одноимённой повести Чехова Лаврентьева сыграла главную роль княжны Марии Приклонской. Драма имела большой успех среди зрительской аудитории и принесла актрисе широкую известность.
Сразу три основные роли Лаврентьева исполнила в трёхсерийном телефильме 1972 года режиссёра И. Шмарука «Вера, Надежда, Любовь», рассказывающем о жизни трёх поколений ткачих Московской фабрики.
В дальнейшем актриса снялась ещё в четырёх фильмах, но в 1975 году по неизвестным причинам была уволена из театра и в том же году завершилась и её кинокарьера. Спустя 4 года Лаврентьева эмигрировала в США, где в течение 10 лет работала продавщицей, официанткой, а затем переводчицей. С 1991 года стала сниматься в небольших ролях, из-за заметного акцента играя в основном русских соотечественниц. Самыми заметными киноработами Лаврентьевой в США стало участие в таких кинолентах, как «Пляска смерти», «V.I.P. (Девушки с характером!)», «Звёздный путь: Вояджер», «Скорая помощь», «Мыслить как преступник» и других.
В США вышла замуж и сменила фамилию на Давидофф. Проживает в Лос-Анджелесе.

## Фильмография
- 1967: Трагик (фильм-спектакль).
- 1967: Хроника пикирующего бомбардировщика — Лена, экскурсовод в Русском музее, возлюбленная Евгения Соболевского.
- 1968: Последние дни — Наталья Пушкина.
- 1969: Кто он? (фильм-спектакль).
- 1969: Цветы запоздалые — Мария, княжна Приклонская.
- 1972: Вера, Надежда, Любовь — Вера/ Надежда/ Любовь.
- 1973: Открытие — Каточкина, мать Андрея.
- 1974: Личная жизнь — Вера.
- 1975: Одиннадцать надежд — Женя Соколовская, жена футболиста.
- 1975: Побег из дворца — мать Сеньки.

- 1991: Дорогой Джон / Dear John (телесериал, США).
- 1992: Пляска смерти / Dance Macabre (США, Россия) — Ольга, балетмейстер.
- 1998: V.I.P. (Девушки с характером!) / V.I.P. (телесериал, США, Германия) — королева Сима.
- 2001—2002: Звёздный путь: Энтерпрайз / Star Trek: Enterprise (телесериал, США).
- 2001: Звёздный путь: Вояджер / Star Trek: Voyager (телесериал, США) — звёздный адмирал.
- 2002: Миллионер поневоле / Mr. Deeds (США) — русская горничная.
- 2006: Скорая помощь / Emergency Room — ER (США) — Влада.
- 2007: Мыслить как преступник / Criminal Minds (телесериал, США) — Зина.
- 2008: Девушка и пистолет / A Girl and a Gun (США) — мадам Пипшоу.
- 2013—2021: Бруклин 9-9 / Brooklyn Nine-Nine (телесериал, США) — русская леди.
- 2014: Служба новостей / The Newsroom (телесериал, США) — уборщица.
- 2015—2020: Трудности ассимиляции / Fresh Off the Boat (телесериал, США) — русская бабушка.